# Goba, Etiopija
Goba je grad u središnjoj Etiopiji, u Zoni Bale u regiji Oromia.

## Zemljopisne osobine
Goba je udaljena oko 446 km jugoistočno od Adis Abebe, grad leži na nadmorskoj visini od 2743 m. Upravno je središte worede Goba. 
Grad je poznat po svom sajmu srijedom, košaraštvu, medu i izradi pamučnih marama.
Pored grada na udaljenosti od 10 km u pravcu jugozapada je poznati Nacionalni park Bale. U okolici Gobe nalaze se ostatci stare kamene crkve.
Goba dijeli s obližnjim gradom Robe Zračnu luku (ICAO kod HAGB, IATA GOB) iz koje dnevo lete zrakoplovi Ethiopian Airlinesa za Adis Abebu.

## Povijest
Goba je sve do 1995. i usvajanja novog ustava bila upravno središte bivše Pokrajine Bale. Ali u svemu ostalom to je bio zaostali mali grad, sjedište vojnog garnizona.
Telefonom je povezana s Adis Abebom tek 1936.
Za vrijeme pobune lokalnog muslimanskog stanovništva tijekom 1960-ih, znane kao Buna Bale, pobunjenici su napali grad dva puta između studenog 1965. i ožujka 1966. Stanje se nije popravilo ni 1970-ih, tad je Bale imao jedinu srednju školu u pokrajini, koju je pohađalo 682 učenika, od kojih je samo 86 bilo muslimana (u pokrajini u kojoj je 90% islamske vjeroispovjesti).  

## Stanovništvo
Prema podacima Etiopske središnje statističke agencije za 2005. godinu, grad Goba imao je 50.650 stanovnika od čega je bilo 24.256 muškaraca i 26.394 žena.

## Pogledajte i ovo
- Nacionalni park Bale